# Santa Lúcia nos Jogos Pan-Americanos de 1995
A Santa Lúcia competiu na 12º edição dos Jogos Pan-Americanos, realizados na cidade de Mar del Plata, na Argentina.